# Stor-Köcka
Stor-Köcka är en sjö i Ockelbo kommun i Gästrikland och ingår i Gavleåns huvudavrinningsområde.